# Велики Кавказ
43° 21′ 18″ N 42° 26′ 31″ E / 43.35500° С; 42.44194° И
Велики Кавказ (рус. Большой Кавказ; азер. Dağları  Böyük Qafqaz, Бөјүк Гафгаз, بيوک قافقاز; груз. დიდი კავკასიონი []) представља највећи и најважнији планински ланац Кавкаских планина. Протеже се у правцу северозапад-југоисток од Таманског полуострва на обалама Црног мора до Абшеронског полуострва Каспијског језера у дужини од 1.200 km. Ширина му варира од свега 32 km код Новоросијска до 160 km у Дагестану и 180 km код Елбруса.
Велики Кавказ представља границу између Европе и Азије, а замишљена гранична линија иде највишим врховима овог ланца. Подручје северно које припада Европи често се назива Предкавказје, а јужни део Закавказје. 
Велики Кавказ се дели на три целине:
- Западни Кавказ - подручје између Црног мора и Елбруса;
- Централни Кавказ - између Елбруса и Казбека;
- Источни Кавказ - од Казбека до Каспијске обале.

## Највиши врхови
- Елбрус, 5.642 м, 43° 21′ 18″ N 42° 26′ 21″ E / 43.35500° С; 42.43917° И је највиши врх Европе.
- Дихтау, 5.205 м, 43° 3′ N 43° 8′ E / 43.050° С; 43.133° И
- Шхара, 5.201 м, 43° 01′ С; 43° 10′ И / 43.01° С; 43.17° И
- Коштантау, 5.151 м, 43° 03′ 00″ С; 43° 13′ 00″ И / 43.05° С; 43.2167° И
- Казбек, 5.047 м, 42° 41′ 51″ N 44° 31′ 08″ E / 42.69750° С; 44.51889° И
- Пушкинов врх, 5.033 м, 43° 00′ 51″ С; 43° 04′ 12″ И / 43.01422° С; 43.07001° И
- Катин-тау, 4.979 м, 43° 01′ 50″ С; 43° 02′ 08″ И / 43.03069° С; 43.03555° И
- Шота Руставели, 4.859 м, 43° 01′ 33″ С; 43° 02′ 37″ И / 43.02592° С; 43.04349° И
- Тетнулд, 4.858 м, 43° 01′ 52″ С; 42° 59′ 35″ И / 43.03113° С; 42.99319° И
- Ушба, 4.710 м, 43° 07′ 29″ С; 42° 39′ 32″ И / 43.12486° С; 42.65901° И
- Тебулосмта, 4.493 м, 42° 38′ С; 45° 19′ И / 42.64° С; 45.32° И
- Базардјузју, 4.466 м, 41° 16′ С; 47° 47′ И / 41.27° С; 47.79° И
- Диклосмта, 4.285 м, 42° 33′ С; 45° 48′ И / 42.55° С; 45.80° И
- Бабадаг, 3.629 м, 41° 03′ С; 48° 17′ И / 41.05° С; 48.29° И